# Монаган, Ринти
Джон-Джозеф Монаган (англ. John Joseph Monaghan) также известный как Ринти Монаган (англ. Rinty Monaghan, 21 августа 1920, Белфаст, Ирландия, Великобритания - 3 марта 1984, Белфаст, Ирландия, Великобритания) — британский ирландский боксёр-профессионал, выступавший в наилегчайшей (Flyweight) весовой категории. Чемпион мира по версии ВБА (WBA).
Наилучшая позиция в мировом рейтинге: ??-й.

## Результаты боёв
| Бой | Дата | Соперник | Судьи | Место боя | Раундов | Результат | Дополнительно |
| --- | ---- | -------- | ----- | --------- | ------- | --------- | ------------- |
|     |      |          |       |           |         |           |               |
| Бой | Дата | Соперник | Судьи | Место боя | Раундов | Результат | Дополнительно |